# Willy Logan
Willy Logan (n. 15 martie 1907, Saint John⁠(d), New Brunswick, Canada – d. 6 noiembrie 1955, Sackville⁠(d), New Brunswick, Canada) a fost un patinator de viteză ce a reprezentat Canada, medaliat olimpic. A participat la 2 ediții ale Jocurilor Olimpice (1928, 1932) în care a câștigat două medalii de bronz.